# Голова (фільм, 1964)
«Голова» (рос. «Председатель») — радянський художній фільм 1964 року в двох частинах. Режисер Олексій Салтиков.

## Сюжет
Фронтовик Єгор Трубніков повертається в рідне село відновлювати розорене, злиденне господарство. Тяжко йому доводиться — майже як на війні. Ставши головою, він звалює на себе тягар відповідальності не тільки за колгоспні справи, але й за долі таких близьких йому людей…

## У ролях
- Михайло Ульянов —  Єгор Трубніков, голова колгоспу, ветеран війни
- Іван Лапиков —  Семен, брат Єгора
- Нонна Мордюкова —  Доня, дружина Семена
- Кіра Головко —  Надія, друга дружина Єгора
- Валентина Владимирова —  Поліна Коршикова, доярка
- Антоніна Богданова —  Парасковія Сергіївна, доярка
- Сергій Курилов —  Василь Кочетков, друг Єгора
- Михайло Кокшенов —  Міша
- В'ячеслав Невинний —  Павло Маркушев
- Микола Парфьонов —  Клягін, секретар райкому
- Варвара Попова —  Самохіна
- Віталій Соломін —  Валєжин, лікар
- Аркадій Трусов —  Гнат Захарович, агроном
- Володимир Етуш —  Калоєв, начальник обласного управління МДБ
- Сергій Голованов —  кореспондент
- Володимир Гуляєв —  інструктор райкому
- Микола Хрящиков —  член бюро райкому
- Віра Бурлакова —  секретарка
- Єлизавета Кузюріна —  Мотя Постникова
- Сергій Блинников —  Сердюков
- Тамара Носова —  наречена Пашиного брата (немає в титрах)
- Володимир Маренков —  Костя Маркушев
- Олександр Лебедєв —  епізод
- Зінаїда Воркуль — епізод

## Знімальна група
- Режисер — Олексій Салтиков
- Сценарист — Юрій Нагібін
- Оператор — Володимир Ніколаєв
- Композитор — Олександр Холмінов
- Художники — Олександр Самулекін, Семен Ушаков